# Prasat Thong
Prasat Thong (tiếng Thái: ปราสาททอง, 1600–1656) là vị vua của triều Prasat Thong tại vương quốc Ayutthaya từ năm 1629 đến năm 1656.